# Zak Surety
Zak Surety (Basildon, Essex, 4 oktober 1991) is een Engels snookerspeler. Zijn beste toernooiprestatie behaalde hij in 2025 toen hij zich plaatste voor het World Snooker Championship. Hij verloor in de eerste ronde van Ding Junhui, nadat hij in de kwalificatie onder meer Jack Lisowski en Ricky Walden had uitgeschakeld.
Op het World Open van 2025 behaalde Surety de halve finale waarin hij verloor van John Higgins met 6-5.

## Belangrijkste resultaten

### Wereldkampioenschap
Hoofdtoernooi (laatste 32 of beter):
| #  | Seizoen   | Editie  | Prestatie  | Extra                            |
| -- | --------- | ------- | ---------- | -------------------------------- |
| 1. | 2024/2025 | WK 2025 | Laatste 32 | Verloor met 10-7 van Ding Junhui |